# Theodore Frelinghuysen
Theodore Frelinghuysen (ur. 28 marca 1787, zm. 12 kwietnia 1862) – amerykański prawnik i polityk.

## Życiorys
W latach 1829–1835 reprezentował stan New Jersey w Senacie Stanów Zjednoczonych. Był również kandydatem Partii Wigów na wiceprezydenta Stanów Zjednoczonych w wyborach w 1844 roku.
Jego ojciec Frederick Frelinghuysen również był senatorem Stanów Zjednoczonych z New Jersey w latach 1793–1796. Był wujkiem i przybranym ojcem Fredericka Theodore’a Frelinghuysena, także senatora Stanów Zjednoczonych z New Jersey i sekretarza stanu Stanów Zjednoczonych.